# Gare de Javel
Pour les articles homonymes, voir Javel.
Ne doit pas être confondu avec Javel - André Citroën (métro de Paris).
La gare de Javel est une gare ferroviaire française de la ligne des Invalides à Versailles-Rive-Gauche, située dans le 15e arrondissement de Paris, dans le quartier de Javel. Il s'agit d'une gare SNCF desservie par les trains de la ligne C du RER.

## Situation ferroviaire
La gare est située au sud-ouest du 15e arrondissement de Paris, sur la rive gauche de la Seine. Établie à 28,5 m d'altitude, elle se situe au point kilométrique (PK) 3,595 de la ligne des Invalides à Versailles-Rive-Gauche.

## Histoire

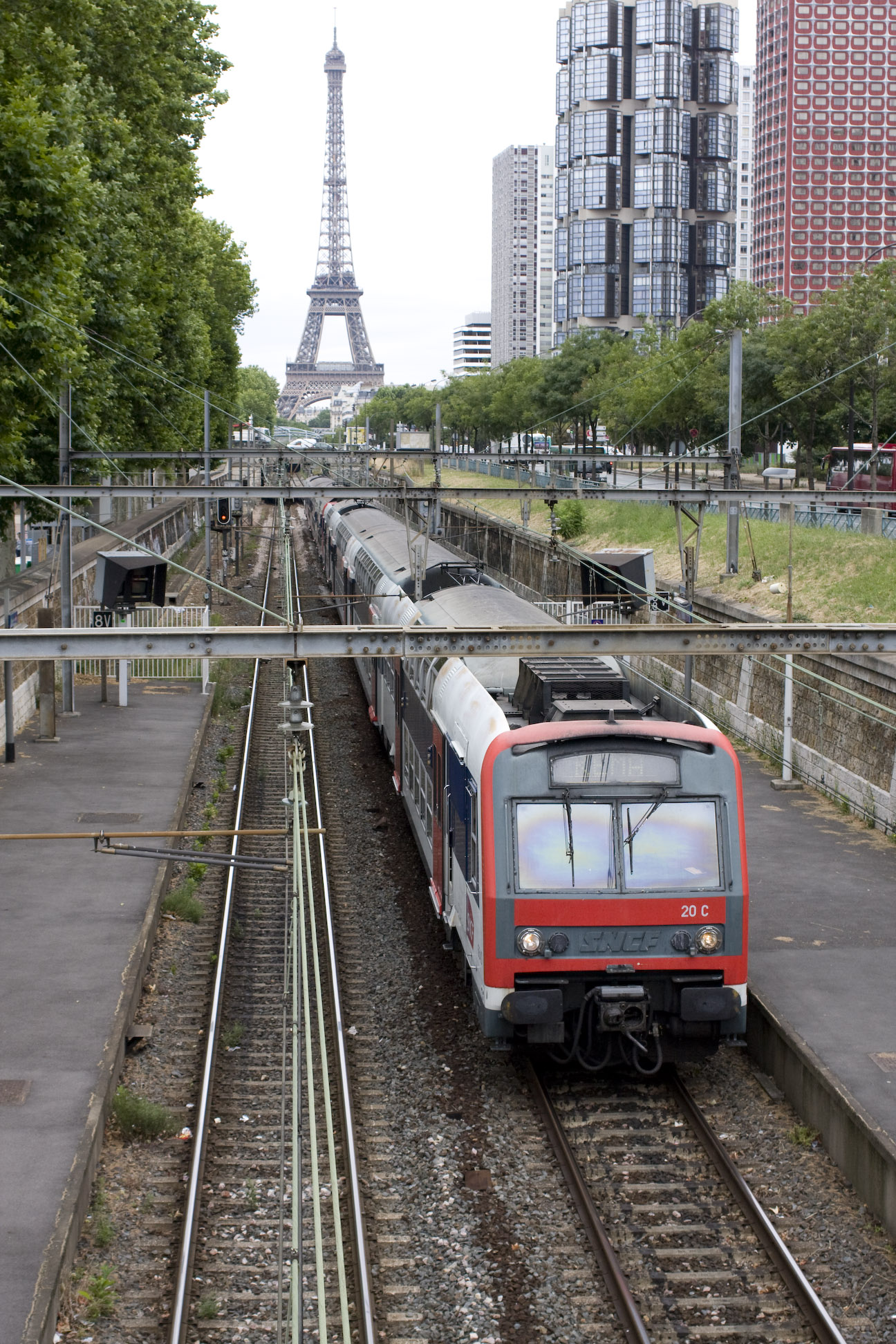
Une rame Z 5600 arrive en gare de Javel, avec la tour Eiffel en arrière-plan.

Le 12 avril 1900, la Compagnie de l'Ouest met en service le prolongement de la ligne des Moulineaux du Champ-de-Mars aux Invalides, dans les délais pour l'Exposition qui s'ouvre le 15. La ligne est placée en tranchée le long de la Seine dès son entrée dans Paris afin d'éliminer tous les passages à niveau et quatre nouvelles stations intermédiaires sont réalisées à l'occasion, dont la gare actuelle de Javel, nommée initialement Pont Mirabeau.
Le bâtiment voyageurs, tout comme ceux des autres gares intermédiaires du prolongement, est réalisé suivant les plans de l'architecte Juste Lisch. Il comporte un bâtiment en forme de pagode chinoise au niveau de la rue et situé à cheval sur les voies ferrées, et deux escaliers accédant à chaque quai, ceux-ci étant dotés d'abris pour les voyageurs.
La gare du Pont de Grenelle, ouverte également lors du prolongement aux Invalides, est réunie à la gare du Pont Mirabeau vers 1910 en raison de sa proximité (432 mètres). Elle disparaît finalement en 1919.
Ce bâtiment est depuis 1937 le seul subsistant de ceux réalisés pour le prolongement de la ligne des Moulineaux. La gare prend plus tard le nom de Javel André-Citroën.
En 2022, selon les estimations de la SNCF, la fréquentation annuelle de la gare est de 2 962 430 voyageurs.

## Desserte
Elle est desservie par les trains de la ligne C du RER.

## Intermodalité
La gare offre une correspondance avec la ligne 10 du métro à la station Javel - André Citroën.
Elle est en outre desservie par les lignes 30, 62 et 88 du réseau de bus RATP et la nuit, par la ligne N160 du réseau Noctilien.

## Galerie de photographies

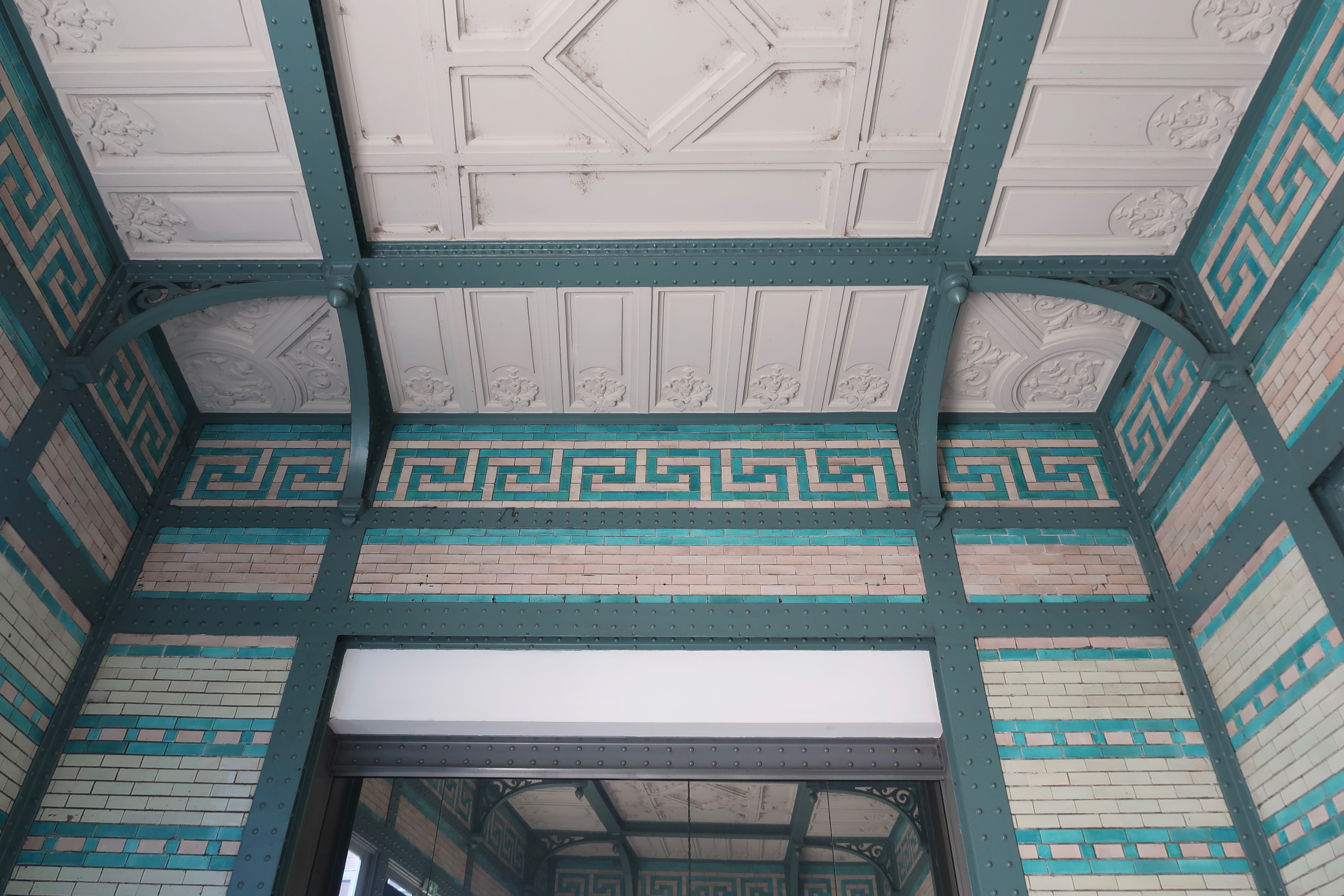
Plafond du bâtiment voyageurs.
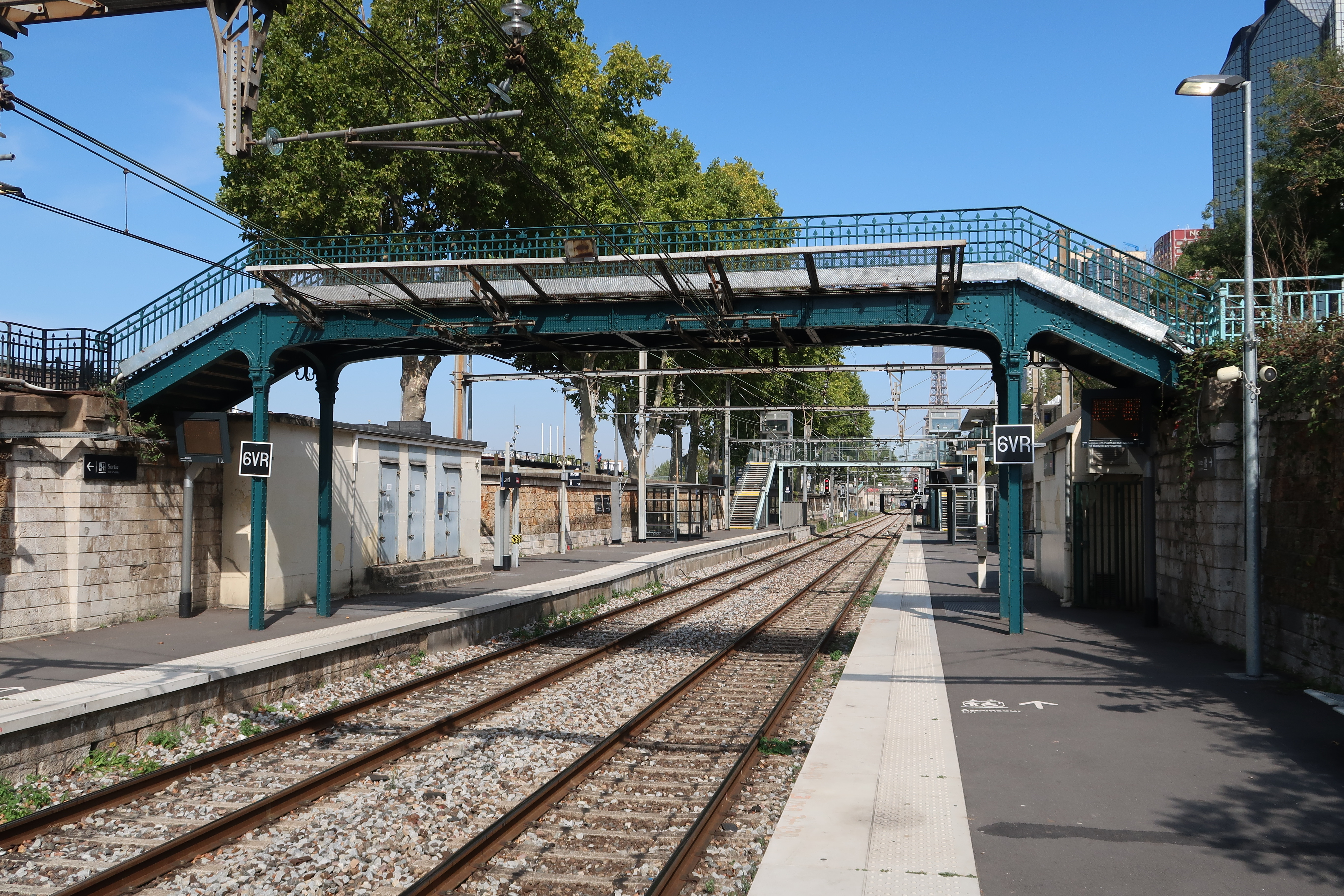
Quais et passerelle.

## À proximité
- Parc André-Citroën
- Pont Mirabeau
- Ports de Paris (port de Javel)